# Fossong-Wentcheng
 (janvier 2024).
Si vous disposez d'ouvrages ou d'articles de référence ou si vous connaissez des sites web de qualité traitant du thème abordé ici, merci de compléter l'article en donnant les références utiles à sa vérifiabilité et en les liant à la section « Notes et références ».
Fossong Wentcheng est un groupement et une chefferie bamilékée de 2e degré de la commune de Dschang (Cameroun), dans  le département de la Menoua et la région de l'Ouest. 
Le chef supérieur actuel du village de Fossong-Wentcheng est l'honorable député Placide Nguefack, il a succédé à son père l'honorable René Ymelé.

## Géographie
Le groupement s'étend au sud-ouest de la commune de Dschang, sur 18 km2, soit 6,9% du territoire communal. Il est limitrophe au sud et à l'ouest du groupement de Fondonera dans la commune de Santchou.

## Étymologie
Fossong-Wentcheng, veut dire : Fo - chef ; Son - Sontia (nom du 1er chef) ; Weng - pays de palmiers à huile et Tcheng - en bas.

## Histoire
Le premier chef fut un chasseur Bamoun, il a trouvé les gens sur place et il les a assimilés. Le chef de ces derniers s'appelait Fotsa et a été soumis par le chef chasseur. Fotsa a fini par partir à Bawang et, quoique vivant ailleurs, il peut fréquenter notre société et lorsqu'on tue une panthère, on doit lui envoyer sa part de viande. C'est en quelque sorte un sacrifice pour témoigner qu'il n'a pas été oublié comme chef du village.
Parmi les membres de Kamveu, neuf notables, parmi eux, deux : Fokem et Kemtsa. Dans les grands jours de cérémonie du village, ces personnes sont très symboliques.

### Les chefs ayant régné à Fosson-Wentcheng
Il y eut deux chefferies :
- La première était à Azio là où a régné :
  - Temlebem, le chasseur qui devait avoir le nom de Sontia ;
  - Fomenée ;
  - Fogotchou ce dernier fut appelé par ce nom à cause de ses hanches qui ont été dénaturées (Gop - crochu et cthou - hanche) ;
  - Il a donné naissance à Fovefeu qui aujourd'hui est un grand sous-chef dans le village et chef dans la grande société de neuf notables du village.
- Nouvel emplacement de la chefferie à Fosson-Wentcheng :
  - le 4e chef est Fodjouje, fils de Fogoptchou et de Alekedji. Il est né à Fongo-Tongo. Guerrier, il a conquis le sous-chef Fowawa et qui a élargi le village de Fossong-Wentcheng. Il a fait les notables : Kemzon, Kamdongha, Fowelop, Kamgue, Kemdongsong.
  - le 5e chef est Fonguedia Toangou fils de Fodjouje et de Lekene (fille de Fodjoumeko du Cameroun Occidental). Toutes les actions de ce chef ont été paralysées par l'arrivée des colonisateurs. Il a fait les notables : Kemsong, Peter Kuetaté et Mafo-Donfack, femme remarquable qui combattait comme un homme, c'est la parfaite défenseur de la cause des femmes.
  - le 6e chef est Tsafack, fils de Fonguedia Toangou et de Atemezing venant de Fongo-Deng. Il a élargi le village avec les quartiers de Nzi, Diaka Ngeu, Tsinsé. Il était très sérieux, un travailleur qui se défendait comme un tigre.
  - René Ymelé, né vers 1927, de Tsafacf et de Marie Rose Djouatsa. Elle venait de Bangang Mbouda et fit ses études dans les missions catholique de Dschang de 1944 à 1946 et Nkong-sambe. Il eut pour adjoints : Etienne Kemsong Sande et Martin Kueta Tcthoufack.

Ainsi parle le chef René Ymélé pour retracer l'histoire du village :

« Nous avons l'esprit revendicatif, nous sommes connus par nos voisins par l'expression Nno feg (Nno - serpent et Feng - Gouffre). Le serpent du gouffre. Quand il est dans son trou, il n'attaque pas mais lorsqu'il est attaqué, il sait se défendre.
Les chefferies sœur de la nôtre sont : Foréké-Ticha dont la mère vient de Fosson-Wentcheng, Fodjoumete, Fotetsa, Fongo-Deng, père de la mère du chef Nguedia (petit-fils parente avec la mère de Nguedia), Fobeutina, Fomeka. Lékané et Fomela sont un des adjoints au chef émigré. »